# Johannes Zinke

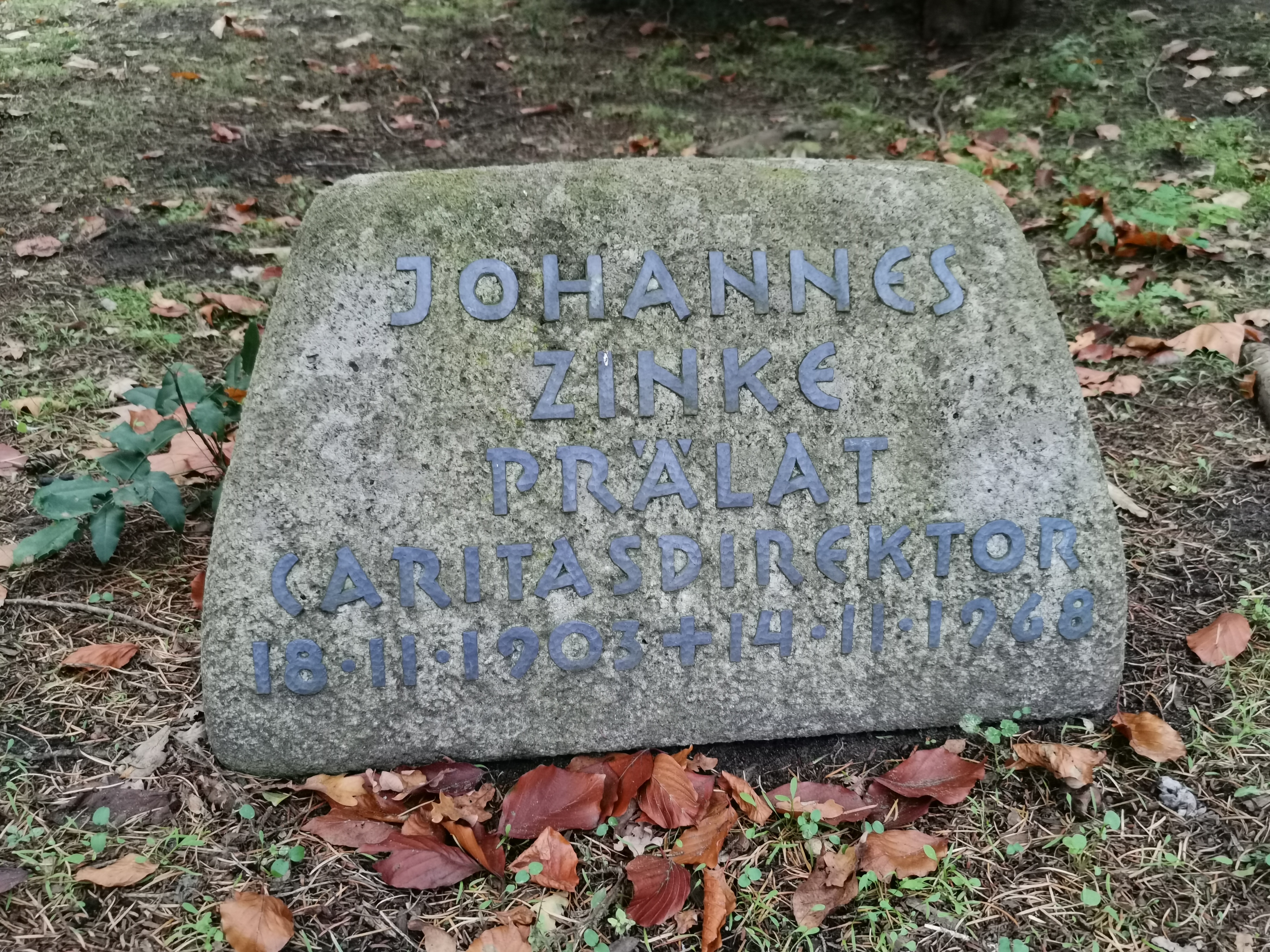
Grab auf dem St. Hedwig Friedhof III in Berlin-Reinickendorf, Feld B 3

Johannes Zinke (* 18. November 1903 in Liegnitz; † 14. November 1968 in Berlin) war ein deutscher römisch-katholischer Priester, Caritasdirektor und Apostolischer Protonotar.

## Leben und Werk
Johannes Zinke wurde 1928 zum Priester geweiht. Von 1938 bis 1945 wirkte er als Caritasdirektor des Erzbistums Breslau. 1945 und 1946 wirkte er als Caritasdirektor in Cottbus. Ab 1946 war er Leiter der Hauptvertretung Berlin des Deutschen Caritasverbandes. Seit 1952 wirkte er zugleich als Geschäftsträger des Kommissariats der Fuldaer Bischofskonferenz in Berlin.
Johannes Zinke konnte in diesen verantwortlichen Stellungen in zähem Ringen mit den Machthabern der SED-Diktatur Voraussetzungen für eine effektive Caritasarbeit in der DDR schaffen. Zusammenfassend charakterisierte er sein Wirken mit den Worten: „Eine Tür ist immer offen.“